# Пазифее
Пазифее (от др.-греч. Πασιθέα) — нерегулярный спутник Юпитера, известный также как Юпитер XXXVIII.

## Открытие
Был обнаружен 11 декабря 2001 года группой астрономов из Гавайского университета под руководством Скотта Шеппарда и получил временное обозначение S/2001 J 6. В августе 2003 года спутнику официально было дано название Пазифее — по имени одной из греческих харит Пасифеи.

## Орбита
Пазифее совершает полный оборот вокруг Юпитера на расстоянии в среднем 23 004 000 км за 719 дней, 10 часов и 34 минуты. Орбита имеет эксцентриситет 0,2675. Наклон ретроградной орбиты 165,138°. Принадлежит к группе Карме.

## Физические характеристики
Диаметр Пазифее составляет около 2 км. Плотность оценивается 2,6 г/см³, так как спутник состоит предположительно из преимущественно силикатных пород. Очень тёмная поверхность имеет альбедо 0,04. Звёздная величина равна 23,2m